# Кременчуцька Панорама
«Кременчуцька Панорама» — обласний громадсько-політичний тижневик Полтавської області. Видавництво розташоване в Кременчуці.

## Загальні відомості
- Дата створення видання — 16.06.2005[1]
- Мова видання — українська (окремі матеріали — російською)
- Формат — A3
- Обсяг (кількість сторінок) — 20-24
- Періодичність виходу — раз на тиждень (четвер)
- Наклад разовий тираж — 12000 примірників, загальнотижневий 12000
- Розповсюдження
  - сфера: обласна (м. Кременчук та населені пункти Полтавської обл.)
  - Структура реалізації тиражу

1. Роздріб — 39%, у тому числі:
1. торговельна мережа — 95%;
2. виставки — 1,7%;
3. семінари, презентації — 1,7%;
4. серед учасників рекламних та PR-акцій — 1,6%.

2. Передплата — 60%, у тому числі:
1. власна редакційна, включаючи через сайт — 87,5%;
2. через посередників, включаючи Укрпошту — 12,5%.

3. Безплатно — 1%, у тому числі:
1. доставка в офіси — 20%;
2. поштові скриньки — 20%;
3. виставки — 20%;
4. семінари, презентації — 20%;
5. рекламні та PR-акції — 20%.

4. Інше: — %.
- Цільове призначення — громадсько-політична (з інформаційно-рекламним наповненням)
- Засновник (співзасновники) — приватні особи та/або організації — ТОВ «ПАНОРАМА Кременчука»
- Використання кольорів — обкладинка (1-а і ост., 2-а і передостання сторінки): 4+1; внутрішні сторінки: ч/б та кольорові 1, 10, 11, 20 стр. — повнокольорові
- Обсяг реклами в номері — до 10%, або до 3 стор.
- Супутні редакційні послуги — виготовлення макета рекламного блоку, написання рекламних та PR-статей працівниками редакції
- Вартість одного примірника — 1,25 грн.
- Передплатний індекс Укрпошти — всеукраїнський -, обласний 91732